# Le Mesnil-Bacley

Le Mesnil-Bacley este o comună în departamentul Calvados, Franța. În 1 ianuarie 2018 avea o populație de 195 de locuitori.